# Slag bij Ter Heijde
Van 8 augustus tot en met 10 augustus 1653 vond tijdens de Eerste Engels-Nederlandse Oorlog voor de kust van Zuid-Holland een zeeslag plaats tussen de Engelse vloot en de vloot van de Republiek der Zeven Verenigde Nederlanden. Deze staat bekend als de Slag bij Ter Heijde of in het Engels: Battle of Scheveningen alsook Battle of Texel genoemd.

## Achtergrond
In deze strijd leden de Nederlanders een groot verlies: luitenant-admiraal Maarten Tromp werd in de borst geraakt door een musketkogel van een vijandelijke scherpschutter en stierf. De strijd ging echter gewoon door en de admiraalsvlag bleef op aanraden van Michiel de Ruyter, en door toedoen van Egbert Bartolomeusz Kortenaer – Tromps vlagkapitein – waaien op Tromps vlaggenschip de Brederode, zodat de dood van Tromp niet bekend werd bij de rest van de vloot om het moreel hoog te houden.
Na twee ernstige nederlagen, de Driedaagse Zeeslag en de Zeeslag bij Nieuwpoort, werden de havens van de Republiek vanaf juni 1653 geblokkeerd door een Engelse vloot van omstreeks 120 schepen onder generaal-ter-zee George Monck. Om te voorkomen dat de economie volledig zou ineenstorten, mobiliseerden de Nederlanders ieder beschikbaar schip om die blokkade te breken. Begin augustus lukte het Tromp om met ongeveer zeventig schepen de Maas uit te varen; dit lokte de Britten naar het zuiden, zodat ook het eskader van Witte de With bij Texel kon uitbreken. Beide Nederlandse vloten wisten zich te verenigen voor het tot een slag kwam. De Nederlanders hadden toen vijf eskaders; die drie andere stonden onder bevel van viceadmiraal Johan Evertsen, waarnemend viceadmiraal Pieter Florisse en commandeur Michiel de Ruyter.
Na enkele hevige gevechten waren aan beide kanten de vloten dusdanig toegetakeld en uiteengedreven, dat ze eerst op verhaal moesten komen en zich opnieuw formeren. Het overwicht van de Engelse vloot was onmiskenbaar. De zwaardere Britse schepen hadden een grotere vuurkracht dan de lichte Hollandse. Ongeveer 25 kapiteins bleken niet meer bereid aan het gevecht deel te nemen, ondanks het bevel van De With stand te houden en zijn reactie door ze zelfs onder vuur te nemen, toen ze vluchtten naar het noorden.
De With besloot zich al verdedigende naar het noorden terug te trekken en de vlucht te dekken. Zo viel hij terug op Texel. Hoewel de slag een tactische nederlaag was voor de Republiek, was de schade aan de Britse kant eveneens aanzienlijk, zodat de blokkade moest worden opgeheven: men claimde in de Republiek dus een (in de moderne terminologie: strategische) overwinning. Beide partijen waren nu oorlogsmoe: de Nederlanders omdat ze er aan wanhoopten zonder Tromp de Engelsen te kunnen verslaan, de Engelsen omdat de kosten te hoog opliepen en de Nederlanders na iedere nederlaag weer opnieuw het gevecht aangingen.
De Nederlandse vloot verloor vermoedelijk tien schepen: twee Hollandia's; en de West-Capelle, Eendragt, Wapen van Zeeland, Dolphijn, Omlandia, Rosenkrans, Zevenwolden en de Mercurius. De Engelsen verloren slechts één schip.
Ter nagedachtenis aan Maarten Tromp staat er een monument in het plaatsje Ter Heijde.

## Afbeeldingen

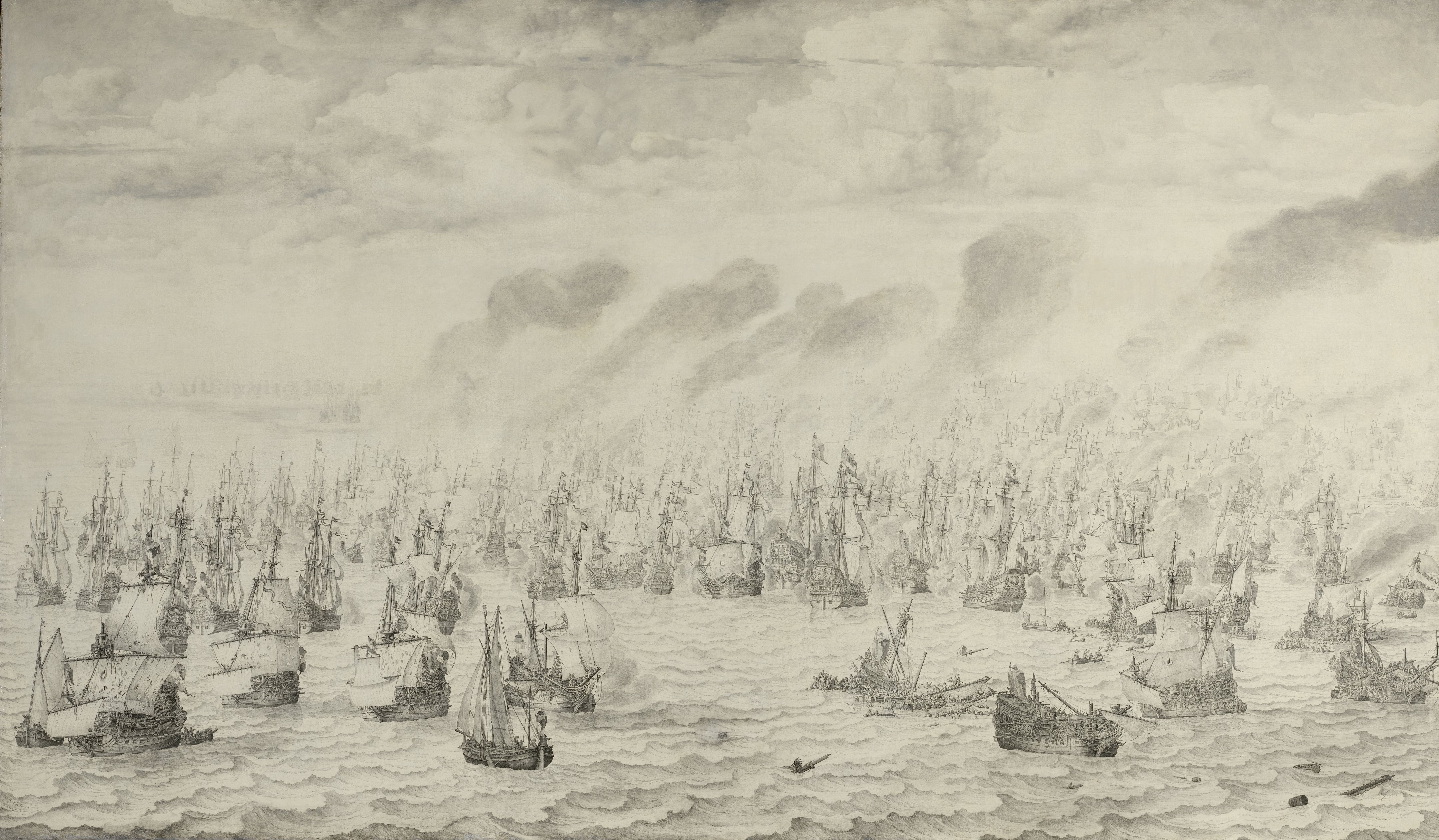
De Slag bij Ter Heijde, 10 August 1653: episode van de Eerste Engels-Nederlandse Oorlog (1652–54) door Willem van de Velde de Oude
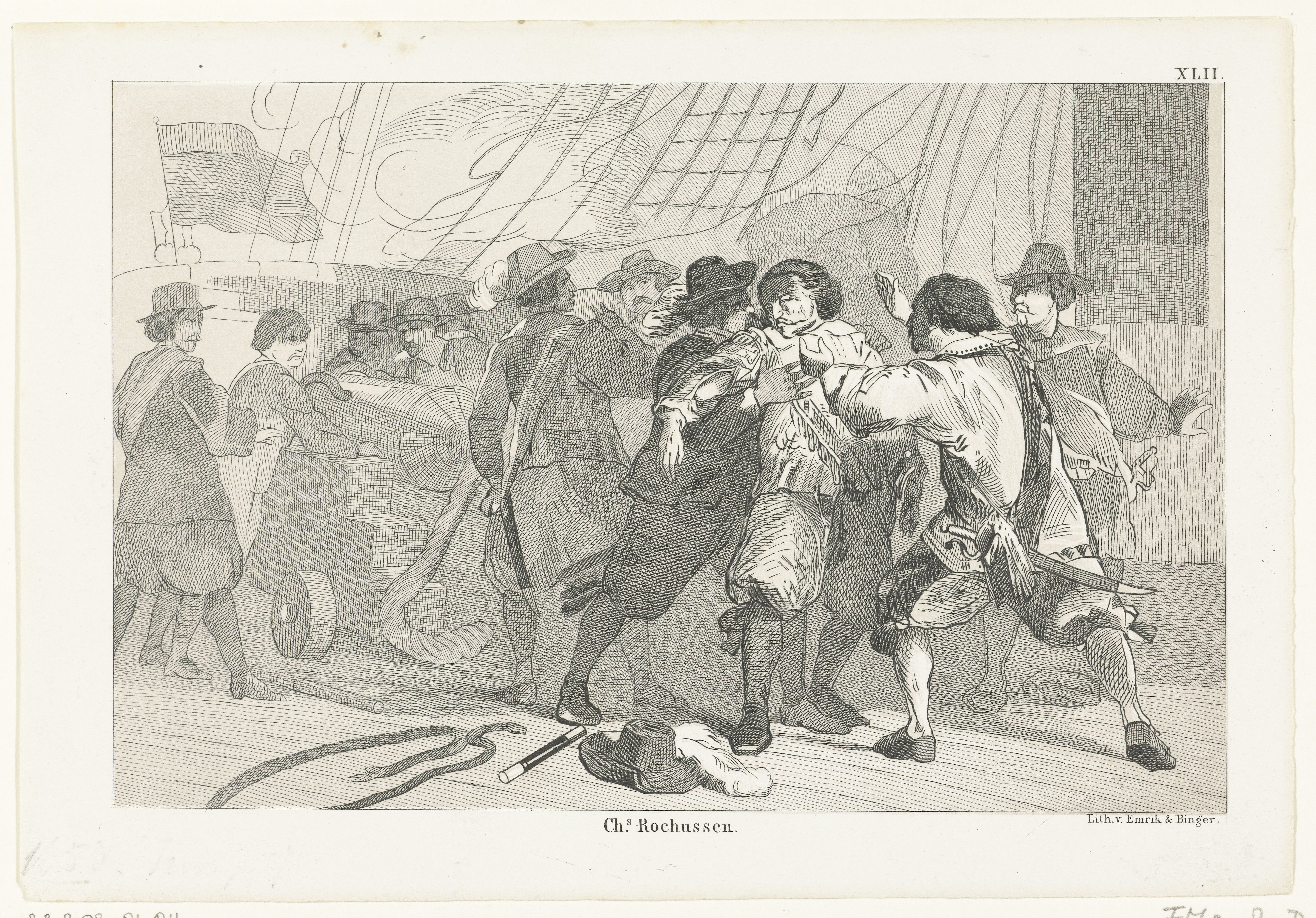
De dood van Tromp

- Gemeinsame Normdatei: 4818375-1